# Oflag VII-C/Z
 (novembre 2024).
Si vous disposez d'ouvrages ou d'articles de référence ou si vous connaissez des sites web de qualité traitant du thème abordé ici, merci de compléter l'article en donnant les références utiles à sa vérifiabilité et en les liant à la section « Notes et références ».

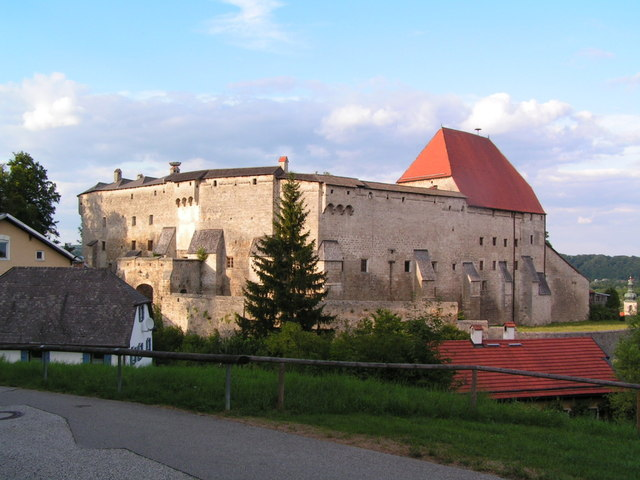
Le château en 2010.

L‘Oflag VII-D devenu Oflag VII-C/Z était un camp d'internement des prisonniers de guerre lors de la Seconde Guerre mondiale à Tittmoning, dans le sud-est de la Bavière.

## Ouverture
Ce camp pour officiers (Offizierlager) a été ouvert dans le château de Tittmoning en février 1941 sous l'appellation de VII-D, mais en novembre il devint une sous-partie du VII-C et fut renommé VII-C/Z. En février 1942 les prisonniers furent transférés au camp VII-B et le château utilisé pour l'internement des personnes arrivant des Îles Anglo-Normandes, Internierungslager, fit partie du Ilag VII sous la dénomination Ilag-VII/Z. Sa libération advint en mai 1945.